# Fåglarna
Fåglarna är en amerikansk film från 1963 i regi av Alfred Hitchcock. Den är baserad på en kortroman av Daphne du Maurier med manus av Evan Hunter. Filmen hade amerikansk premiär den 28 mars 1963 och svensk premiär den 16 september samma år.

## Handling
Den bortskämda vackra damen Melanie Daniels blir kär i en stilig ung man vid namn Mitch Brenner. Hon söker upp honom och tar med sig två "kärleksfåglar" som hans 11-åriga lillasyster Cathy önskat sig.
Väl framme blir Melanie plötsligt attackerad av en mås. Snart börjar hundratals fåglar attackera människor, vilket leder till död och förstörelse. En grupp med kråkor samlas på en skolgård och när barnen kommer ut börjar fåglarna att attackera.

## Om filmen
- Hitchcock hade köpt rättigheterna till kortromanen Fåglarna till ett avsnitt av TV-serien Alfred Hitchcock presenterar.
- Efter filmens premiärvisning i Storbritannien möttes biobesökarna av ljudet från fågelvingar och läten från högtalare för att de skulle bli ännu mer skrämda.
- Evan Hunter, som skrev filmens manus, är mest känd som detektivförfattare under namnet Ed McBain.
- En av scenerna i slutet av filmen när Tippi Hedren blir attackerad av många fåglar tog över en vecka att filma, och hon blev skadad i ansiktet av en fågel under en tagning. Den veckan var så påfrestande för skådespelerskan att all filmning var tvungen att ställas in följande vecka.
- Fåglarna och Ub Iwerks nominerades till en Oscar för Bästa Specialeffekter och Tippi Hedren vann en Golden Globe för Bästa Nykomling.
- Alfred Hitchcock medverkar själv i filmen: han spelar mannen med hundarna som går ut från djuraffären i filmens början.

## Rollista (i urval)
| Tippi Hedren        | – Melanie Daniels |
| Rod Taylor          | – Mitch Brenner   |
| Jessica Tandy       | – Lydia Brenner   |
| Suzanne Pleshette   | – Annie Hayworth  |
| Veronica Cartwright | – Cathy Brenner   |
| Darlene Conley      | – servitris       |